# 마카리아
마카리아(고대 그리스어: Μακαρία)는 고대 그리스 종교와 신화에서 등장하는 두 인물의 이름이다. 이 두 명은 동일인물이 아니며 아버지 또한 다르지만 10세기 비잔틴 백과사전 《수이다스》와 제노비오스의 저서에서 단일 항목으로 다루고 있다.

## 헤라클레스의 딸
에우리피데스의 《헤라클레스의 자녀들》에서 마카리아(축복받은 여자)는 헤라클레스의 딸이다. 헤라클레스가 죽었음에도, 에우리스테우스 왕은 그의 자녀들까지 추적해 죽이며 영웅에 대한 평생의 복수를 추구한다. 마카리아는 형제자매를 데리고 아버지의 오랜 친구인 이올라오스와 함께 아테나이로 달아나고, 왕 데모폰이 그들을 맞이한다.

## 여신
여신 마카리아(μακαρία; 축복받은)는 《수이다스》에 나오는 이름으로, 하데스의 딸이며 어머니는 언급되어 있지 않다.

## 같이 보기
- 이피게네이아